# Tage Erlander
Tage Fritiof Erlander (født 13. juni 1901 i Ransäter, Värmlands län, 21. juni 1985 i Stockholm) var en svensk socialdemokratisk politiker, der var Sveriges statsminister fra 1946 til 1969. Han var partileder for partiet Socialdemokraterne fra 1946 til 1969.
Med 23 år på posten som svensk statsminister er Tage Erlander den, til dato, længst siddende regeringsleder i noget demokratisk land. Han blev ofte omtalt som "Sveriges længste statsminister", et tilnavn som både sigtede til hans fysiske højde og den lange periode, hvori han fungerede som statsminister.
Tage Erlander er begravet ved kirken i Ransäter.